# Göttersdorf (Loiching)

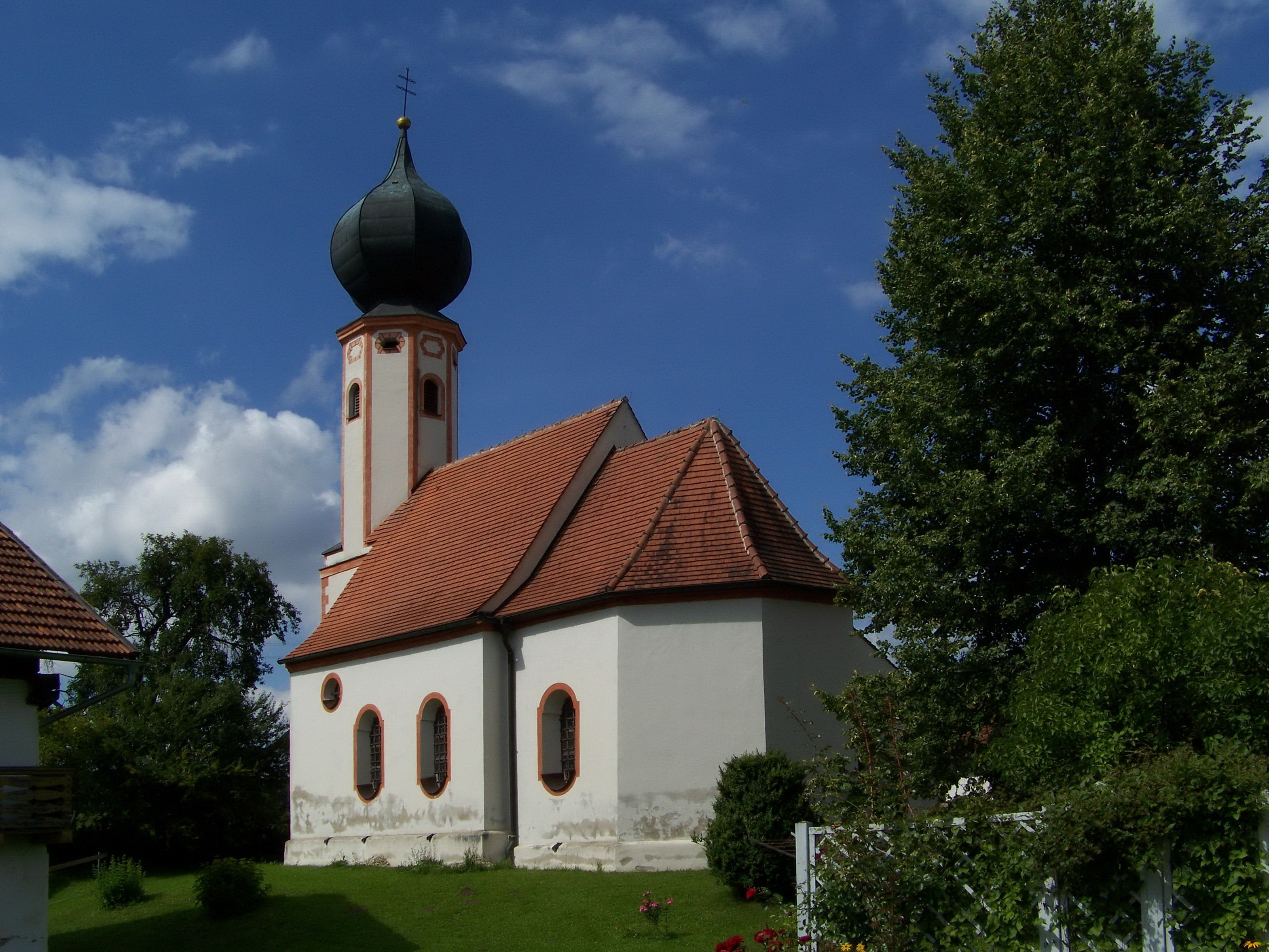
Die Filialkirche St. Elisabeth

Göttersdorf ist ein Gemeindeteil der Gemeinde Loiching im niederbayerischen Landkreis Dingolfing-Landau.

## Lage
Göttersdorf liegt etwa vier Kilometer südlich von Loiching im Isar-Inn-Hügelland am Pischelsdorfer Bach.

## Geschichte
Der Ort gehörte zur Hofmark Wildthurn im Landgericht Landau an der Isar und bestand 1752 aus vier Anwesen. Bei der Gemeindebildung 1818/1821 kam er zur Gemeinde Weigendorf. Die Gerichtsrechte für ein Patrimonialgericht II. Klasse Göttersdorf und Pischelsdorf des Gutsherrn Freiherr von Pellkofen auf Wildthurn mit zwölf Grundholden in beiden Orten wurden am 14. Dezember 1825 mit der Begründung der zu weiten Entfernung von Wildthurn eingezogen. Nach einer erneuten Bitte des Gutsherrn wurde die Errichtung eines Patrimonialgerichtes am 22. März 1825 endgültig abgewiesen.
Mit der Gemeinde Weigendorf gelangte Göttersdorf im Rahmen der Gebietsreform am 1. April 1971 zur Gemeinde Loiching. 1987 hatte der Weiler Göttersdorf 27 Einwohner.

## Sehenswürdigkeiten
- Filialkirche St. Elisabeth. Der einheitliche barocke Saalbau mit eingezogenem Chor und Westturm stammt aus dem Jahr 1692.